# Coroação de Maria

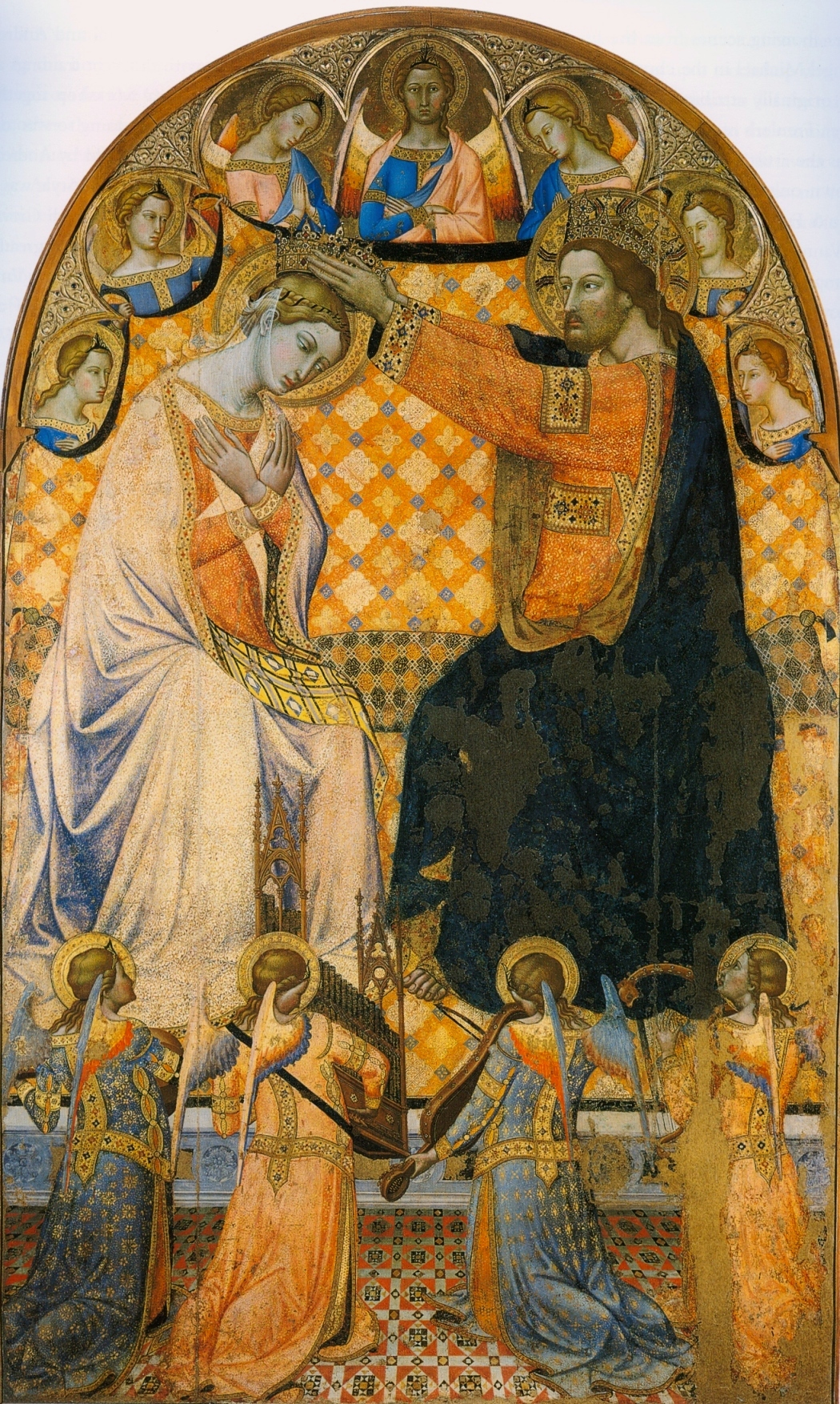
Versão de Giacomo di Mino de 1340-1350, é típico das representações góticas menores

A Coroação da Virgem ou Coroação de Maria é um tema da arte cristã, especialmente popular na Itália nos séculos XIII a XV, continuando popular até o século XVIII e além. A cena geralmente é retratada da seguinte maneira, Jesus, às vezes acompanhado por Deus Pai e o Espírito Santo na forma de uma pomba, coloca uma coroa na cabeça de Maria, proclamando-a Rainha dos Céus. Em versões anteriores, a coroação ocorre no paraíso na forma de um tribunal terrestre, composto por santos e anjos. Em versões posteriores, a coroação é vista por figuras sentadas em nuvens e o paraíso é retratado como o céu. Embora a coroação da virgem seja aceita na Igreja Ortodoxa, a coroação sendo feita por Deus não o é. Maria às vezes é mostrada, na arte cristã oriental e ocidental, sendo coroada por um ou dois anjos.
No início do período gótico, o assunto se tornou comum e teve grande participação no aumento da devoção a Maria, sendo um tema frequente para a sobrevivência das pinturas de painéis italianos do século XIV, feitos de um modo geral para acompanhar o altar lateral de uma igreja. A grande maioria das igrejas católicas tinham (e ainda têm) um altar lateral ou "capela da Senhora" dedicado a Maria. É tradição da Igreja Católica os rituais conhecidos como Coroações de Maio, onde figuras humanas colocam uma coroa em uma imagem da Virgem Maria.
A Coroação de Maria é o quinto mistério glorioso do Santo Rosário. Na Igreja Católica, a coroação é comemorada durante o mês de maio, à escolha de datas das Comunidades.

## Origem
A cena é o último episódio na vida da Virgem Maria, sendo a sequência da Assunção - que não era um dogma na Idade Média - ou Dormição. A base bíblica é encontrada em Cânticos 4:8, Salmos 44:11–12 e Apocalipse 12:1–7. O título de "Rainha do Céu" (ou Regina caeli) dado a Maria, remonta, no mínimo, ao século XII.
O tema foi atraído a partir da ideia da Virgem Maria como o "trono de Salomão", que é o trono em que o menino Jesus se senta em Madona com o Menino. Considerou-se que o trono em si deve ser real, por isso, na arte deste período, muitas vezes pagas pela realeza e nobreza, cada vez mais se retratava a corte celestial como um espelho das cortes terrenas.